# Kochanie, zmniejszyłem dzieciaki
Kochanie, zmniejszyłem dzieciaki (ang. Honey, I Shrunk the Kids) – amerykański film fantastyczno-komediowy z 1989 roku w reżyserii Joego Johnstona.

## Fabuła
Wynalazca Wayne Szaliński pracuje nad maszyną do pomniejszania przedmiotów. Testowane urządzenie, przez przypadek zmniejsza do rozmiarów mikroskopijnych dzieci jego i sąsiadów.

## Obsada
- Rick Moranis – Wayne Szalinski
- Amy O’Neill – Amy Szalinski
- Robert Oliveri – Nick „Nicky” Szalinski
- Thomas Wilson Brown – Russell „Little Russ” Thompson Jr.
- Jared Rushton – Ronald „Ron” Thompson
- Marcia Strassman – Diane Szalinski
- Matt Frewer – Russell „Russ” Thompson, Sr.
- Kristine Sutherland – Mae Thompson
- Lou Cutell – dr Brainard
- Craig Richard Nelson – prof. Frederickson
- Carl Stevens – Tommy Pervis
- Mark L. Taylor – Donald „Don” Forrester
- Kimmy Robertson – Gloria Forrester
- Laura Waterbury – policjantka
- Trevor Galtress – policjant
- Martin Aylett – Harold Boorstein
- Janet Sunderland – Lauren Boorstein
- Frank Welker –
  - Antie (głos),
  - skorpion (głos)